# Иван-седло
43° 44′ 41.31″ N 18° 2′ 21.76″ E / 43.7448083° С; 18.0393778° И
Иван-седло је планински пријевој на Иван-планина и један од најважнијих пријевоја Динарског горја.

## Географија
Иван-седло се налази на 959—967 метара надморске висине. Налази се између долине Босне (панонског простора) и долине Неретве (приморја).
Прелаз преко пријевоја савладан је пробијањем жељезничког тунела 1931. године. Дужина тунела је 3221 метар и налази се на жељезничкој прузи Сарајево—Плоче. Кроз пријевој пролази магистрални пут М17 са тунелом „Иван-седло” дужине од 645 м, који је пробијем 1880-их за вријеме аустроугарске окупације. Завршетком тунела са двије траке на аутопуту А1 у септембру 2022, уско грло је замијењено ефикасном путном везом.